# NGC 5253
NGC 5253 је спирална галаксија у сазвежђу Кентаур која се налази на NGC листи објеката дубоког неба.
Деклинација објекта је - 31° 38' 30" а ректасцензија 13h 39m 55,8s. Привидна величина (магнитуда) објекта NGC 5253 износи 10,1 а фотографска магнитуда 11,0. Налази се на удаљености од 3,543 милиона парсека од Сунца. NGC 5253 је још познат и под ознакама ESO 445-4, MCG -5-32-60, UGCA 369, AM 1337-312, IRAS 13370-3123, PGC 48334.